# Crambe sinuato-dentata
Crambe sinuato-dentata är en korsblommig växtart som beskrevs av Ferdinand von Hochstetter och Friedrich Petri. Crambe sinuato-dentata ingår i släktet krambar, och familjen korsblommiga växter. Inga underarter finns listade i Catalogue of Life.